# Hrabstwo Tunica
Hrabstwo Tunica (ang. Tunica County) – hrabstwo w stanie Missisipi w Stanach Zjednoczonych. Obszar całkowity hrabstwa obejmuje powierzchnię 480,78 mil² (1245,21 km²). Według szacunków United States Census Bureau w roku 2009 miało 10 436 mieszkańców.
Hrabstwo powstało w 1836 roku.

## Miejscowości
- Tunica

## CDP
- North Tunica
- Tunica Resorts
- White Oak[4]

| Populacja hrabstwa w poprzednich latach | Populacja hrabstwa w poprzednich latach |
| Rok                                     | Liczba ludności                         |
| --------------------------------------- | --------------------------------------- |
| 1980                                    | 9626                                    |
| 1990                                    | 8164                                    |
| 2000                                    | 9227                                    |
| 2005                                    | 10 321                                  |